# مستمری‌بگیر
مستمری بگیر (Pensioner) و بازنشسته شخصی است که حقوق بازنشستگی دریافت می‌کند که بیشتر به دلیل بازنشستگی از نیروی کار است. در بسیاری از کشورها، افزایش امید به زندگی منجر به افزایش تعداد بازنشستگان شده‌است و آنها یک نیروی سیاسی رو به رشد هستند.

## حقوق بازنشستگی
ب
ه‌طور کلی حقوق بازنشستگی تحت سه عنوان پرداخت می‌شود:
1. پاداش یا جبران زحمات، به کسانی که در خدمات جنگی ناقص شده یا فوت کرده یا پیر و ناتوان شده‌اند، و در صورت فوت، آنرا به زن و بچهٔ او می‌پردازند.
2. به کارکنانی که پس از چندی به سن بازنشستگی رسیده‌اند.
3. به عنوان تأمین اجتماعی در مؤسسات غیردولتی.[۲]